# Курьоль, Ален
Ален Курьоль (фр. Alain Couriol; род. 24 октября 1958, Париж) — французский футболист, защитник. Выступал за французские клубы «Монако», «Пари Сен-Жермен» и «Тулон». Двукратный чемпион Франции, обладатель Кубка Франции.

## Клубная карьера
В профессиональном футболе дебютировал в 1977 году выступлениями за «Виши», в котором провёл два сезона.
Своей игрой за эту команду привлёк внимание представителей тренерского штаба «Монако», к составу которого присоединился в 1979 году. В первый же год выступления за «Монако» завоевал кубок Франции. А в сезоне 1981/82 впервые стал чемпионом Франции. Всего сыграл за команду из Монако четыре сезона. Большую часть времени, проведённого в составе «монегасков», был основным игроком команды.
В 1983 году заключил контракт с клубом «Пари Сен-Жермен», в составе которого провёл следующие шесть лет своей карьеры. В сезоне 1985-86 во второй раз стал чемпионом Франции.
В течение 1989—1990 годов защищал цвета «Тулона». Завершил профессиональную игровую карьеру в клубе «Сен-Дени Сен-Леу», за который выступал один сезон.

### Еврокубки
В послужном списке чернокожего парижанина 5 сезонов в еврокубках: три сезона в форме «Монако», ещё два — с «Пари Сен-Жерменом». В еврокубках сыграл 13 матчей, забив 1 гол.
Единственный мяч Ален забил в ворота «Ювентуса» на родном для «ПСЖ» стадионе «Парк де Пренс» в первом матче 1/8 финала розыгрыша Кубка кубков 1983/84. Результат этого матча — 2:2. После нулевой ничьей в Турине, дальше прошёл «Ювентус». Это наивысшее достижение на клубном уровне Курьоля.
Дебют Курьоля в евротурнирах состоялся 17 сентября 1980 года в Валенсии в первом матче 1/16 финала Кубка кубков против местного клуба, действующего обладателя кубка. Эту игру «Монако» проиграло 0:2.
Последняя игра на европейской клубной арене прошла без особых успехов. В Кубке УЕФА 1984/85 24 октября 1984 «ПСЖ» в первом матче 1/16 финала дома проиграл будущему финалисту — венгерском «Видеотону» — 2:4.

### Статистика выступлений у еврокубках
| Сезон            | Клуб              | Турнир          | Достижения    | Матчи | Голы |
| ---------------- | ----------------- | --------------- | ------------- | ----- | ---- |
| 1980/81          | «Монако»          | Кубок кубков    | 1/16 финала   | 2     | 0    |
| 1981/82          | «Монако»          | Кубок УЕФА      | 1/32 финала   | 2     | 0    |
| 1982/83          | «Монако»          | Кубок чемпионов | 1/16 финала   | 2     | 0    |
| 1983/84          | «Пари Сен-Жермен» | Кубок кубков    | 1/8 финала    | 4     | 1    |
| 1984/85          | «Пари Сен-Жермен» | Кубок УЕФА      | 1/16 финала   | 3     | 0    |
| Всего            | «Монако»          | 3 евросезона    | 3 евросезона  | 6     | 0    |
| Всего            | «Пари Сен-Жермен» | 2 евросезона    | 2 евросезона  | 7     | 1    |
| Всего за карьеру | Всего за карьеру  | 5 евросезонов   | 5 евросезонов | 13    | 1    |

### Статистика по турнирам
| Турнир                      | Сезоны | Матчи | Голы |
| --------------------------- | ------ | ----- | ---- |
| Кубок европейских чемпионов | 1      | 2     | 0    |
| Кубок кубков                | 2      | 6     | 1    |
| Кубок УЕФА                  | 2      | 5     | 0    |

## Выступления за сборную
На протяжении карьеры в национальной команде, которая длилась 3 с половиной года, провёл в форме главной команды страны 12 матчей, забив 2 гола.
26 марта 1980 года дебютировал в официальных матчах в составе сборной Франции. На своём поле французы разошлись миром в товарищеском матче со сборной Голландии — 0:0. 5 октября 1983 года состоялся последний его матч в форме «синих», который тоже завершился вничью — 1:1. Это была товарищеская встреча в Париже против сборной Испании.
26 марта 1982 года в товарищеском матче со сборной Северной Ирландии забил свой первый мяч. На стадионе «Парк де Пренс» хозяева были на голову сильнее соперника, победив со счётом 4:0.

### Статистика матчей за сборную
| Турнир             | Матчи | Победы | Ничьи | Поражения | Голы |
| ------------------ | ----- | ------ | ----- | --------- | ---- |
| Товарищеские матчи | 8     | 2      | 3     | 3         | 1    |
| Квалификация к ЧЕ  | 6     | 3      | 2     | 1         | 0    |
| Чемпионат мира     | 3     | 1      | 1     | 1         | 1    |
| Квалификация к ЧМ  | 1     | 0      | 0     | 1         | 1    |
| Всего              | 12    | 3      | 4     | 5         | 2    |

### На чемпионатах мира и Европы
В составе сборной был участником:
- Чемпионат мира 1982 года в Испании, где французы заняли 4-е место. Провёл 3 игры. В двух матчах Ален выходил на замену. А в поединке за третье место против Польши в Аликанте провёл целый матч и забил свой единственный мяч за сборную. Франция проиграла — 2:3, но бронзовые награды за четвёртое место были вручены и Курьолю.

| Год  | Турнир         | Место | Матчи | Победы | Ничьи | Поражения | Голы |
| ---- | -------------- | ----- | ----- | ------ | ----- | --------- | ---- |
| 1982 | Чемпионат мира | 4     | 3     | 1      | 1     | 1         | 1    |